# Jean-Baptiste Cazet
Pour les articles homonymes, voir Cazet.
Jean-Baptiste Cazet, né le 31 juillet 1827 à Jurançon, Pyrénées-Atlantiques (France) et mort le 6 mars 1918 à Tananarive (Madagascar), est un évêque catholique français, vicaire apostolique de Madagascar de 1885 à 1911.

## Biographie
Jean-Baptiste Cazet naît le 31 juillet 1827 à Jurançon et entre dans la Compagnie de Jésus en 1848.
Il est ordonné prêtre le 23 mai 1861.
Il est préfet apostolique de Madagascar du 6 août 1872 au 5 mai 1885. À cette date, il est nommé évêque titulaire de Sozusa-en-Palestine (de) et la préfecture apostolique de Madagascar est érigée en vicariat apostolique et Jean-Baptiste Cazet en devient le premier vicaire apostolique jusqu’au 30 août 1911, date à laquelle il démissionne.
Il meurt à Antananarivo le 6 mars 1918.